# The Ash Live in Chicago
The Ash Live in Chicago je koncertní album rockové skupiny Wishbone Ash. Na albu se představil Ted Turner, který se ke skupině v roce 1987 znovu připojil a přispěl několika písněmi z aktuálních alb Here to Hear a Strange Affair. Bylo to jeho poslední vystoupení na albu Wishbone Ash.
Album bylo vydáno pod různými tituly a na různých značkách, příkladem je titul "Living Proof - Live In Chicago" vydaný v UK v roce 1998 u Right Recordings (Right 005) a  Emporio (EMPRCD 825).

## Seznam stop
1. "The King Will Come" - 7:38
2. "Strange Affair" - 5:45
3. "Standing In The Rain" - 6:20
4. "Lost Cause In Paradise" - 5:10
5. "Keeper Of The Light" - 3:50
6. "Throw Down the Sword" - 6:20
7. "In the Skin" - 8:30
8. "Why Don't We?" - 8:12
9. "Hard Times" - 5:00
10. "Blowin' Free" - 8:40
11. "Living Proof" - 5:56

## Obsazení
- Andy Powell - kytara, zpěv
- Ted Turner - kytara, zpěv
- Andy Pyle - baskytara
- Ray Weston - bicí
- Dan Gillogly - klávesy